# Heinrich Friedrich Karl vom und zum Stein
Heinrich Friedrich Karl vom und zum Stein (26. oktober 1757 i Nassau – 20. juni 1831) var en tysk friherre og statsmand. 
Han indtrådte 1780 i preussisk statstjeneste og havde efterhånden flere embeder i bjergværks- og domæneforvaltningen. 1796 blev han overpræsident i Westfalen, 1804 minister for told- og handelsdepartementet, gennemførte mange forbedringer, således afskaffelsen af de indre toldafgifter og oprettelsen af et statistisk bureau, samt stræbte ivrig at fjerne alskens embedsmisbrug. 
Efter nederlaget 1806 fik han tilbud om at blive udenrigsminister, men henviste til Hardenberg; derimod gentog han et tidligere forslag om ændring af den øverste styrelse og blev derfor afskediget i unåde januar 1807 som "excentrisk og genialsk, trodsig og stivsindet". Men da Hardenberg måtte gå af efter fredsslutningen i Tilsit, blev Stein atter minister og fik 1. oktober 1807 hele civilforvaltningen under sig.
I 14 måneder ledede han denne med næsten uindskrænket myndighed og lagde grund til den omdannelse såvel af forvaltningen som af samfundsforholdene, der gjorde bondestanden fri, gav udvidet næringsfrihed og kommunalt selvstyre for byerne, ophævede adelens forrettigheder, samt vakte i folket det nye liv, der kom så kraftig til syne under frihedskrigen. Men da han august 1808 i et brev åbent havde udtalt sine meninger, og det var faldet i franske hænder og offentliggjordes i Paris, søgte han straks sin afsked. 
Den tilstods ham 24. november; Napoleon var ikke tilfreds dermed, men krævede ham udleveret og udstedte 16. december fra Madrid et stikbrev imod ham som Frankrigs fjende. Han flygtede derfor til Østerrig. Juni 1812 drog han til Rusland, indkaldt af kejser Alexander I (havde også fået tilbud fra engelsk side), og blev dennes politiske rådgiver.
Efter Napoleons nederlag i Rusland tog han del i forhandlingerne med general Yorck, fik de østpreussiske havne åbnede (i strid med fastlandsspærringen) og en landdagindkaldt, samt landeværn indrettet, og gav således stødet til frihedskrigen. Han ledsagede Alexander I til Tyskland, medvirkede væsentlig til forbundet mod Napoleon og blev efter slaget ved Leipzig sat i spidsen for forvaltningen af de tyske lande, der frigjordes for fransk afhængighed. Skønt ikke egentlig sendemand på
kongressen i Wien tog han dog virksom del i dens forhandlinger, men havde ikke held med sine planer om det tyske riges genoprettelse og grundlæggelsen af et konstitutionelt liv i alle de enkelte tyske stater.
Han modtog ikke senere noget embede, men tog del i Westfalens stænderforsamling (var 1823—31 formand for denne). Han fremkaldte 1819 dannelsen af Gesellschaft für ältere deutsche Geschichtskunde og dettes udgivelse af Monumenta Germaniæ historica (kildeskrifter til Tysklands historie i middelalderen). Den græske frihedskrig støttede han rundhåndet. 1872 rejstes et mindesmærke over ham ved hans slægts stamslot i Nassau; 1875 et andet i Berlin.